# أيام قرطاج المسرحية
أيام قرطاج المسرحية هي مهرجان دولي للمسرح تشرف عليه وزارة الثقافة والمحافظة على التراث التونسية، وقد انطلقت هذه التظاهرة عام 1983، لتنتظم على غرار أيام قرطاج السينمائية مرة كل سنتين، وألحقت بهما عام 2010 أيام قرطاج الموسيقية وتمّت إضافة أيام قرطاج الشعرية في 2018.

## أضواء على دوراتها الأخيرة
- انتظمت الدورة التاسعة في نوفمبر 1999 بمشاركة ثلاثين بلدا وقدم خلالها 94 عرضا مسرحيا، كما انعقدت خلالها ندوتان حول: «الشبكات»، «المسرح في المدينة».[1]
- انتظمت الدورة العاشرة في الفترة بين 17 و28 أكتوبر 2001 بحضور أكثر من 300 مدعو من رجال المسرح، وقدمت خلالها 90 عملا مسرحيا.[2]
- شهدت الدورة الحادية عشرة لأيام قرطاج المسرحية المنتظمة في أكتوبر 2003 تكريم المسرح الجزائري، كما انتظمت خلالها عدة ندوات حول: «الأشكال الجديدة للكتابة المسرحية»، «لغة وهوية كتابات اليوم»، «الكتابة المسرحية والإبداع»... وقد شارك فيها 30 بلدا من الوطن العربي والعالم وقدم خلالها 120 عملا مسرحيا من بينها 15 في المسابقة الرسمية.[3]
- انعقدت الدورة الثانية عشرة في الفترة بين 24 نوفمبر و4 ديسمبر 2005، انعقد خلالها ملتقيان أحدهما حول «انفتاح المسرح على أشكال التعبير الأخرى» والثاني حول «شبكات التوزيع».[4]
- انتظمت الدورة الثالثة عشرة من 30 نوفمبر إلى 8 ديسمبر 2007 تحت شعار: «المسرح وإرادة الحياة» [5]
- انعقدت الدورة الرابعة عشرة من أيام قرطاج المسرحية من 11 إلى 22 نوفمبر 2009 تحت عنوان «مسرح بدون حدود»، وقد تزامنت مع مائوية المسرح التونسي، وقد شارك فيها 30 بلدا من الوطن العربي وأفريقيا وأوروبا وإيران، وتم فيها تقديم 73 عرضا مسرحيا في عشر قاعات مختلفة.[6]

## مديروها
- الدورة 9: محمد المديوني.
- الدورة 12: محمد إدريس.
- الدورة 13: محمد إدريس.
- الدورة 14: هشام رستم.
- الدورة 24: معز المرابط[7]

## وصلات خارجية
- موقع الدورة 11 لأيام قرطاج المسرحية

## إشارات مرجعية
1. ↑  دورة 1999 لأيام قرطاج المسرحية نسخة محفوظة 4 مارس 2016 على موقع واي باك مشين.
2. ↑  عن الدورة 10 لأيام قرطاج المسرحية نسخة محفوظة 22 يناير 2020 على موقع واي باك مشين.
3. ↑  الدورة 11 لأيام قرطاج المسرحية في أرقام نسخة محفوظة 26 يوليو 2017 على موقع واي باك مشين. [وصلة مكسورة]
4. ↑  دورة 2005 لأيام قرطاج المسرحية نسخة محفوظة 4 أكتوبر 2011 على موقع واي باك مشين.
5. ↑  نبذة عن الدورة 13 لأيام قرطاج المسرحية نسخة محفوظة 5 مارس 2016 على موقع واي باك مشين.
6. ↑  الأيام المسرحية بقرطاج لعام 2009 نسخة محفوظة 13 أغسطس 2010 على موقع واي باك مشين.
7. ↑  "الدورة الـ24 لأيام قرطاج المسرحية تنطلق الأسبوع المقبل". اندبندنت عربية. 25 نوفمبر 2023. مؤرشف من الأصل في 2023-11-25. اطلع عليه بتاريخ 2023-11-26.